# ペトリカメラ

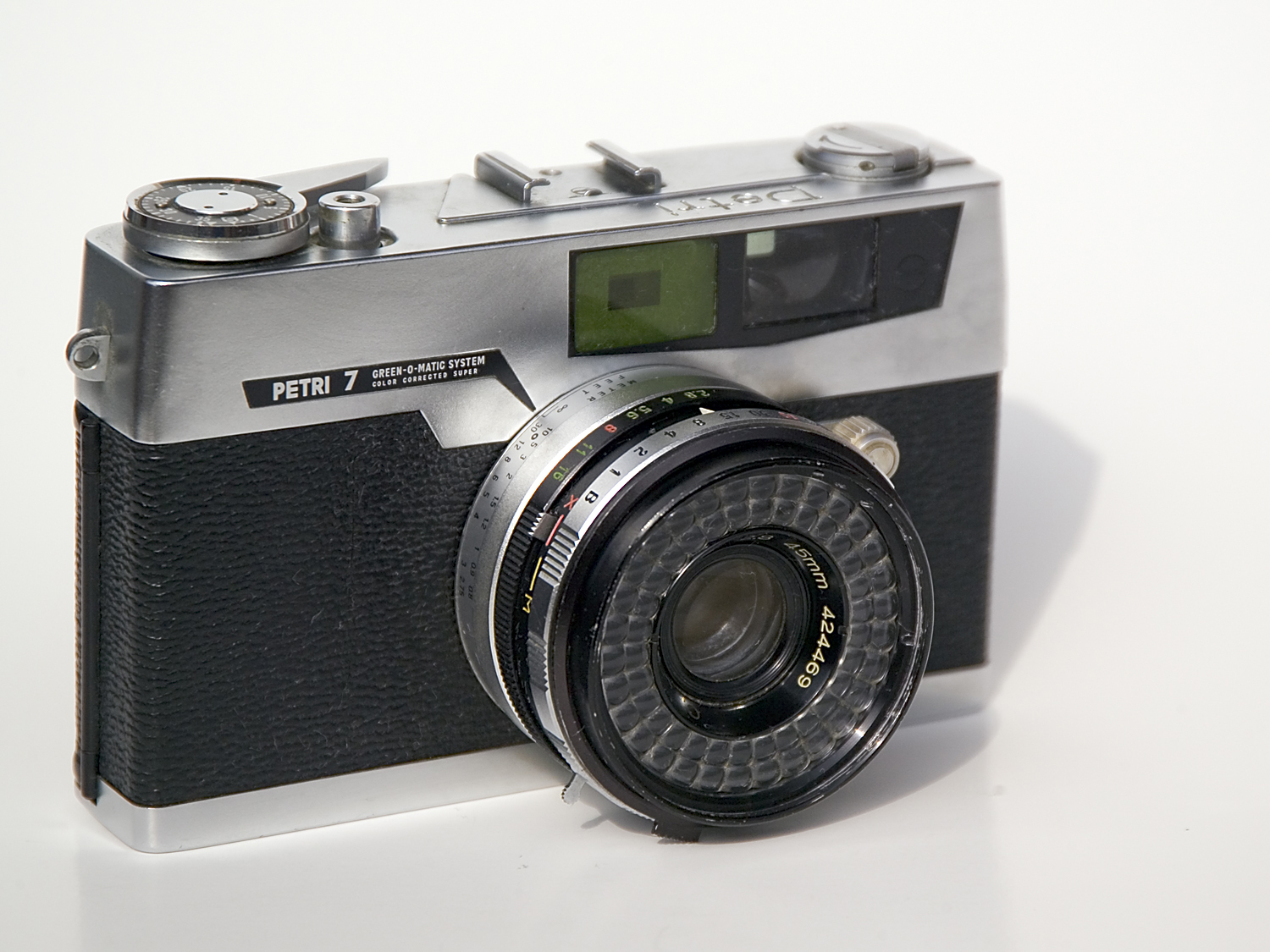
ペトリ7

ペトリカメラ（Petri Camera Co. ）とは、かつて存在した日本のカメラメーカーである。
社名は、輸出を考慮して新約聖書の「聖ペトロ」から命名された。

## 会社概要
1907年（明治40年）に「栗林製作所」として創業。1917年に「栗林写真機械製作所」に名称変更し、写真機の製造を開始した。日本では小西六写真工業（現コニカミノルタ）に次ぎ写真機メーカーとして参入しスプリングカメラや二眼レフカメラを製造、皆川商店がそのブランド「ファースト」で販売していた。戦後は皆川商店と決別した。1959年10月にペトリペンタで一眼レフカメラに参入、1962年7月にペトリカメラに商号変更した。
1960年代には「ニコンのカメラと機能は一緒で価格は半値」という安価な製品を主力に据えたが、カメラが高価な道楽品という時代でもあり、かえって「安かろう悪かろう」というイメージが定着してしまった。この時期の製品はペトリV6に代表される独創的で斬新なデザインやメカニズム、そして破格の安さで知られる。前述の悪いイメージなどの結果他社との競合に負け、さらに末期は労働争議によるサボタージュ等によって生産ラインも遅滞し、1977年10月（昭和52年）に倒産した。その後労働組合（総評全国金属）が「ペトリ工業株式会社」として存続させ、最終モデルとなるペトリMF10を送り出すものの旧態依然のスクリューマウントで電子化が遅れたカメラには全く競争力はなく、1980年代末のオートフォーカスカメラブームの中でカメラからは撤退した。
なお、会社自体は現存しており、ペトリ工業に社名変更した上で埼玉県北葛飾郡杉戸町で、大手メーカー向けの双眼鏡のOEM生産を手掛けている。